# 流血女神伝
『流血女神伝』（りゅうけつめがみでん）は、須賀しのぶによる日本のライトノベル。イラストは船戸明里が担当。コバルト文庫（集英社）より1999年7月から2007年11月まで刊行された。『このライトノベルがすごい!』作品部門では2005年版で4位を獲得している。
メディアミックスとして、窪中章乃の作画によるコミカライズ『流血女神伝 〜帝国の娘〜』が『サンデーうぇぶり』（小学館）にて2021年4月5日から2023年3月6日まで、および『月刊サンデージェネックス』（同）にて2021年5月号から2023年5月号まで連載。

## あらすじ
ルトヴィア編（帝国の娘）
アルゼウス皇子の影武者としてエディアルドから身代わりのための教育を受け、男装して次期皇帝候補(皇帝の嫡男たち)が集められるカデーレの皇子宮に上がることになったカリエ。そこで様々なタイプの「兄弟たち」と共に次期皇帝を目指して勉学に励むこととなるが、やがて政治的陰謀に巻き込まれてゆく。
エティカヤ編（砂の覇王）
アルゼウスの死により用済みとなってしまったカリエは「長兄」ドミトリアスにだけ秘密を明かし、エドと共にカデーレを抜け出しユリ・スカナへ向けて逃亡を図る。しかし追っ手をかわすため、迂回ルートとして選んだクアヒナ公国で出会ったサジェとその家族によって二人は奴隷商人に捕まり、エティカヤへ奴隷として売られてしまう。
バルアン王子の元で、カリエとエドはそれぞれ後宮と軍隊での出世を目指しお互いの状況を打開しようとする。
ラクリゼ編（女神の花嫁）
ラクリゼとサルベーンの過去の話。二人がザカールの村を抜け出してから辿る平穏な時間やホルセーゼ団での傭兵時代、そして二人が傭兵として参加したギウタ皇国の滅亡を描く。
ザカール編（暗き神の鎖）
紆余曲折の末、エティカヤの正妃となったカリエは待望の王子・アフレイムを出産する。しかし、カリエ母子には「女神の娘」を得ようとするザカールの手が密かに忍び寄っていた。
ユリ・スカナ編（喪の女王）
図らずもリウジールの子を身ごもったカリエは、正妃の座を捨てバルアンを裏切る形で姿を消す。ユリ・スカナとエティカヤに追われながら、エドとともに流転を続けるカリエの行く末に待っているものは…。

## 登場人物

### 主要人物
カリエ・フィーダ
主人公。ルトヴィア帝国の北方に位置するゼカロ公国にあるヤンガの村で暮らしていた少女。ゼカロ北公とその娘フリアナによりアルゼウス皇子と外見が瓜二つという事で攫われ、病弱な皇子の代わりに男の振りをしてカデーレ宮に上がることを強要される。以降、激動の運命に翻弄されていく。
明朗快濶な性格。女神の娘（ザカルエフィ）という運命を持つため数々の苦難が彼女に襲い掛かるが、屈せず運命に立ち向かう。また頭の回転が早い。エドとは当初仲が悪かったが、苦難を共に乗り越えた現在では兄妹のような間柄。
ヤンガの両親は実の両親ではなく、彼女の出自は滅亡したギウタ皇国の王家の人間。本名はカザリナ・ユファトニー・ギウティエだが、カリエ自身は「カリエ・フィーダ」が自分の本名であるとしている。他にもカイという愛称や、エティカヤ名であるディエーマ・イリエ・オルなどの名前を持つ。ちなみにカリエという名前は「原初の光輝あり」という意味。
エティカヤ編の後、バルアンと結婚し名実共にエティカヤの正妃であるマヤラータとなる（称号自体はバルアンと共にルトヴィアへ行った際に名目上マヤラータという事になっていた）。同時にヨギナの総督となる。彼との間に一児をもうけるがその後ザカールの侵攻により、バルアンや息子アフレイムとは離れる運命となる。正妃の座を離れた後、リウジールとの間に生まれた娘セーディラを連れてエドとともにユリ・スカナへ、さらにルトヴィアへと身を寄せる。
エディアルド・ラウズ
アルゼウスに仕える騎士の青年。通称はエド。クールで無愛想な性格。ルトヴィアで屈指の剣の才能を持つ。カリエを攫った人物だが、彼は不本意だった様子。アルゼウスに心酔しており、当初カリエに冷たく当たっていたが、後に彼女に付いて各地を旅する事になる。エティカヤ編以降では身を挺してカリエを守ろうとしたり、ザカールに攫われた彼女を助けに行くなど、献身的な行動を見せる。アルゼウスから下賜された剣を大事にしている。エティカヤでの地位は万騎長（マルクーク）。
旅の途中ヘーガの毒にやられて倒れるなど、ややボケている面を持ち合わせていることが判明する。またセーディラをとても可愛がっている。
過去ギウタで名を馳せた傭兵王ホルセーゼの息子でもある。「女神の花嫁」の下巻によると本名はフェイル。また母（義母）のアリシアには強さを強要され育ったため、母親に対するイメージがよくないようである。

### ルトヴィア帝国
ドミトリアス
東のクアヒナ公国出身の第1皇子。通称ドーン。アルゼウスやミューカレウスの二人と違って彼の母親は公女ではない。厳格な性格。しかし時折皇子宮を抜け出し、カデーレの街まで降りて外部情勢の情報収集などを行っていた。有力な次期皇帝候補の弟たちがいるため自身にその座はないと思い、アルゼウスが即位した後は参謀本部の作戦科で地図を作ろうと考えていたが、皇子宮で起こった事件により彼以外の候補者が消え、皇帝に即位する事になる。
カリエの正体を知る一人。カリエが影武者だと分かった後も妹のように接する。またカリエとエドがルトヴィアを発つとき、自身で書き記してきた地図と金剛石で出来た胸飾りを餞別に渡す。
後にユリ・スカナ王家の第2王女グラーシカを皇后とする。
イレシオン
南のガゼッタ公国出身の第2皇子。通称シオン。ドミトリアスと同じく彼の母も公女ではない。兄弟達や周りを気遣う好青年。しかしドミトリアスに皇帝になってほしいと願い、その末にある手段に出てしまう。
アルゼウス
ゼカロ公国の公爵の孫であり、マルカーノス皇帝の息子である第3皇子。10歳の頃に熱病を患い、以降床に伏せたままになっている。当初カリエとは他人の空似だと思われていたが、彼の母親とカリエの母親は姉妹であり、カリエとは従姉弟の関係にあたる。フリアナと違って穏やかな性格。病によって夭逝する。
ミューカレウス
ルトヴィアの西に位置するアビーテ公国出身。西公の孫であり、マルカーノス皇帝の息子である第4皇子。フルネームはミューカレウス・ジ・アビーテ。通称ミュカ。出自の影響でアルゼウスと並んで次期皇帝に有力視されていた。当初は自身の生まれを振りかざす我侭な少年だったが、後に驚くべき成長を遂げる。皇子宮時代、アルゼウス（カリエ）とは喧嘩が絶えなかった。またカリエの正体をいち早く見抜いた人物。彼女に思いを寄せている。
公爵家の者といっても皇子宮に入った時点で母方の地位は受け継げなくなる決まりなので、現在の地位はトルガーナ伯爵。成長後の彼はドミトリアスのやり方に対して批判的な言葉を口にしたりする場面もある。タイアークの下水道問題解決のため、各地を奔走している。
ロイ
皇子宮で教育係を務める男性。目的のためには手段を選ばない冷酷な面を持つ。ドミトリアスが即位した後は副宰相となる。
マルカーノス二世
ルトヴィア帝国皇帝。アルゼウスたちの父親。即位時代は無気力な皇帝だった。
フリアナ
皇妃を意味するサグリーザの称号を持つゼカロ公国の公女。アルゼウスの母親。
エジュレナ
フリアナの姉。マルカーノスと恋人同士であったが、サグリーザへの未来をフリアナに譲り、ギウタ皇国に嫁いだ。その後の戦乱に巻き込まれて死亡する。カリエの実母で、死の直前ラクリゼに娘を託す。ちなみに後世のギウタ滅亡の物語では彼女と娘カザリナの最期は違った形で伝えられている。
ランゾット・ギアス
ガゼッタ公国出身の軍人で、皇帝直属艦隊第六艦隊旗艦艦長。階級は海佐。軍で問題を起こし監獄所に入っていたところ、トルハーン討伐の為ドミトリアスの恩赦によって復帰する。獄中で病気を患い、常に顔色が悪い。また船乗りだが船酔いをするという特徴がある。トルハーン（コーア）とは士官候補生時代からの友人。軍に入る前は小説家を目指していた。
番外編の「天気晴朗なれど波高し。」の主人公は士官候補生の頃のギアスである。
トルハーン
海賊。バルアンの知り合いであり、エティカヤ編でバルアンやカリエ達に手を貸す。ある出来事からガゼッタ海軍から海賊へと転身する。ザカールの血を引いており、黒色と金色のオッドアイを持つ。本名はトルヴァン・コーア。
彼もまた番外編の登場人物の一人。海軍時代の階級は海尉。
サラ
カデーレの港街にある店「緑泉亭」の看板娘で、ドミトリアスの恋人だった女性。ドミトリアスが皇帝になるときにお互い未練がありながらも別れる。後にロイの画策によりメイディル子爵の養女となってジェシーヌと名を変え、再びドミトリアスの前に現れる。現在は彼の愛妾となり、イエラという皇女を授かる。またエリジスタ男爵夫人と名を変えている。グラーシカに強い嫉妬心を抱く。

### エティカヤ王国
バルアン
エティカヤの第2王子（セガン・マヤル）。フルネームはバルアン・アゼル・ジヌハーン。天然の要塞と呼ばれるムザーソ地方のインダリの総督を務める。破天荒な性格。しかし時に目的の為に身近な者をあっさりと切り捨てるなど、冷酷な判断を下す面も持つ。死刑になるはずだったカリエを気まぐれで側に置き、彼女をカイと呼んで小姓にする。またカリエとエドの持ち物から彼女達の正体を推察し、ドミトリアスの戴冠と結婚式の際にはカリエを独断で正妃（マヤラータ）として、ドミトリアスや北公達の前に連れて行く。
兄のシャイハンを倒した後に二代目のマヤライ・ヤガとなり、カリエと結婚する。その際にインダリから首都リトラへと移る。
アフレイム
バルアンとカリエの間に生まれた第1王子（ヤー・マヤル）。カリエと同じ青い瞳を持つ。生まれてしばらくした後リウジールに攫われ女神の贄にされそうになるが、カリエたちによって助け出される。その後アフレイムだけエウランタータ宮殿に戻され、母親のカリエとは離れ離れとなる。
ヒカイ
バルアンに仕える戦士。イギという部族の出。ジィキとは幼少期からの付き合い。
コルド
バルアンに仕える小姓頭。奴隷市でカリエとサジェを買った人物。優男だが、時に非情な言動を取ることもある。ルトヴィア出身者。
ムイクル
バルアンの小姓。過去に他の小姓たちの嫉妬から顔を焼かれ、今は顔中の皮膚がただれている。小姓となったカリエの先輩的存在。
サジェ（ギュイハム）
カリエと共にバルアンの後宮へ入れられた少女。ルトヴィアのクアヒナ公国の出身。エティカヤ名はギュイハム。奴隷商人に売られそうになってきた時、偶然やってきたカリエを身代わりに差し出すが、結局エドの行動により奴隷商人にばれて一緒に売られることになった。その時にエドがサジェの家族を傷付けた事から彼のことを憎んでいる。後宮内でカリエのライバル的存在となる。バルアンとの子を授かるが、母子共に死亡してしまう。埋葬時には「三の貴妃（デライエ・ラハジル）」の称号を冠していた。
ナイヤ
バルアンの後宮の女奴隷。始めカリエとはいがみ合っていたが、彼女と利害が一致した後仲良くなる。カリエの親友。後にバルアンとの間に女児をもうけ、「四の貴妃（フォンドゥル・ラハジル）」の称号を持つ側室となる。
ビアン
「一の貴妃（ヤーエ・ラハジル）」の称号を持つバルアンの側室。気性の激しい性格。実はユリ・スカナの前王イーダルと正妃タージカの血を引く王女で、本名はゼリカ。現在のバンディーカを始めとするユリ・スカナ王家の人間を憎んでいる。またバルアンの手駒としてルトヴィアのゼカロ公爵家に入り込んで現北公の愛人となり、ユーディアヌスという男児を生む。
イウナ
バルアンとビアンの娘。幼いが、母親に似て容赦しない激しい一面を持つ。
ジィキ
「二の貴妃（セガナ・ラハジル）」の称号を持つバルアンの側室。イギの女神として不思議な能力を持つ。ヒカイとは同郷。娘のスゥランを“自分の穢れが赤子となって生まれたもの”として恐れていて、彼女に会おうとしない。
スゥラン
ジィキの娘。純粋でおとなしい少女。
ジヌハーン
バルアン、シャイハンの父親。エティカヤ王であるマヤライ・ヤガの称号を持つ。
シャイハン
バルアンの兄で第1王子（ヤー・マヤル）。ヨギナの総督を務めていた。覇王シャウルを崇拝している。弟のバルアンと二代目のマヤライ・ヤガを争い、倒される。

### ユリ・スカナ王国
グラーシカ
ユリ・スカナ王家の第2王女。男装の麗人で、王女だが剣を取って戦う事を好む。アルゼウス（カリエ）とは馬が合い、仲が良かった。その後カリエの正体に気付いても友人として親交を深めている。
後にドミトリアスの元へ嫁ぎ、ルトヴィア帝国のサグラ（皇后）となる。しかしドミトリアスとの間になかなか子供が出来ないことで周囲から追い立てられ、苦悩している。
イーダル
ユリ・スカナ王家の第1王子。グラーシカ、ネフィシカの弟。飄々とした性格で、女装が趣味。芸達者であり、旅芸人になって各地を周りたいと思っている。ミューカレウスとは仲がいい模様。パーヴェイの事は苦手のようである。
バンディーカ
ユリ・スカナの女王。常に喪服を纏っている女傑。美貌の持ち主で、周りからはよく薔薇に例えられる。元は男爵家の出身で、かつての名前はセーディラ・エンテ・フォボク。
ネフィシカ・アーデルート・ヤシュラク
ユリ・スカナの王太子。過去にサルベーンに恋して彼の子供を生んだが、母バンディーカによって子供と引き離され、以後床に伏せるようになる。グラーシカの最愛の姉。その後母を憎みザカリア女神と契約し、健康な体を得る。
タウラ・グナウスカヤ
グラーシカの親衛隊隊長を務める女性。グラーシカの輿入れの際、一緒にルトヴィアへやってきた。
パーヴェイ・ナジフ・グナウスキー
ネフィシカの夫となった人物。地位は侯爵。ザカールの血を持つ。タウラとは親戚。
アルガ
イーダルの側近の女性で、体格のいい剣士。イーダルとは乳姉弟。
フィンル
フルネームはフィンル・マイネン・ディイレンスキー。ディイレンスキー伯爵の息子だが、本当はネフィシカとサルベーンの間に生まれた子供。セーディラと仲が良い。
レステイ・ジェブラシカ
リアンタスの修道院で生活する年老いた修道女。カリエの事を親身になって助ける。
メナイク大僧正
ユリ・スカナで高名な僧。サルベーンの師。
ソディアン
バンディーカの実弟。ルスク伯。幼い頃姉と共にミゼーマ宮にあがる。その後バンディーカとは袂を分かち、彼は士官としての道を歩む。前王イーダルの母には気に入られていた。故人。
イーダル・ジオネス・ヤシュラク
ユリ・スカナの前王であった人物。別名イーダル三世。ネフィシカやゼリカ（ビアン）の父親。故人。
セーディラ
カリエとリウジールの間に生まれた娘。千人目のクナムとなる存在だったが、女児として誕生。ザカール人特有の容貌に、片目だけ青い瞳という特徴を持つ。また所々で不思議な能力を使う。名前の由来はサジェで、彼女の名前をユリ・スカナ風にしたもの。また偶然にも、バンディーカ女王の昔の名前もセーディラだった。

### ザカール
ラクリゼ
カリエの前に度々現れる謎の美女。その正体はザカールのクナム（長）となる筈だったザカール人。しかしラクリゼはサルベーンと共に村から出る。その後あちこちで現れてはカリエを助ける。本来クナムは代々男で、女神の娘（ラクリゼの代はカリエ）を伴侶にする筈だったが、何故か女性として生まれた。ラクリゼの母親から「女神の花嫁」であると言われる。
過去サルベーンと共にホルセーゼ傭兵団におり、ヨギナ攻防戦の際彼女も参加している。エジュレナとは面識がある。
サルベーン
カリエの味方であったり、時には敵側に回っている事もある謎の僧侶。バンディーカとは旧知の仲であり、僧侶の顔の裏にユリ・スカナの諜報員の一面を持つ。カリエやエド達と出会った当初はグラーシカと共にいた。カリエは一時サルベーンに片思いをしていた事がある。過去ホルセーゼの傭兵団に属していたこともあり、当時ラクリゼとは恋仲だった。ザカール人とルトヴィア人のハーフ。女神が自分に応えてくれないことを悩んでいる。
リウジール
ラクリゼの弟。姉の代わりにクナムとなった。冷酷な性格の持ち主。
レイザン
ラクリゼの幼なじみ。ザカールで大神官を務める。ザカール崩壊後はバルアンの元に仕える。

### その他の人物
ホルセーゼ
傭兵王と呼ばれた有名な傭兵。ギウタ皇国でのヨギナ攻防戦に参加し、その際に命を落とす。エディアルドの父親。
カレオス九世
ギウタ皇国最後の皇帝。カリエの父親。
アデルカ
猟師の家で育った青年。ザカールの村から出た後にサルベーンと別れ、一人で森を彷徨っていたラクリゼを獲物と勘違いし、間違えて彼女を傷つけてしまう。傷ついたラクリゼを家に運び、しばらく家族で看病をしていた。その際にラクリゼの命を助けるため、ザカリア女神と仮の契約を交わすことになってしまう。アデルカの家族は皆ラクリゼに好感を抱いており、彼自身もまたラクリゼに特別な感情を持っていた。
後にホルセーゼ傭兵団に入り、ヨギナ攻防戦に参加するが、女神との契約により戦死。代わりにラクリゼの命が助けられる。
ちなみにヤンガに住んでいたカリエの養父母はアデルカの親類にあたる。

## 用語
ルトヴィア帝国
広大な領土を持つ帝国。首都のある皇帝直轄領と、そこから東西南北にそれぞれゼカロ北公国、アビーテ西公国、ガゼッタ南公国、クアヒナ東公国という5つの領土がある。首都はタイアーク。
ユリ・スカナ王国
テナリシカ大陸の北の方に位置する王国。男女構わずに剣を取る国。首都はガンダルク。
エティカヤ王国
ルトヴィアの東方に位置する王国。騎馬民族の国。首都はリトラ。
ザカール
流血女神ザカリアを信仰する民。またはその民の住む村の事。
流血女神
ザカール人が信仰する女神・ザカリアの事。契約したものには望むものを叶える代わりに、その者の命の次に大切にしているものを奪う。
タイアス
ルトヴィア帝国で信仰されている神。
オル
エティカヤで信仰されている神。
ユーリー
ユリ・スカナで信仰されている太陽神。
リシク
流血女神ザカリアの忠実な僕。
ヨギナ攻防戦
ギウタ皇国とエティカヤ王国の戦い。この戦いでギウタ皇国は滅亡する。バルアン、シャイハンもこの戦いに参加していた。
女神の娘（ザカルエフィ）
女神・ザカリアが降りる器となる者。女神の力を宿しているが、あまりにも強大な為に過酷な運命に翻弄され、自我が耐えられなくなる。

## 既刊一覧

### 小説（本編）
- 須賀しのぶ（著）・船戸明里（イラスト） 『流血女神伝』 集英社〈コバルト文庫〉、全22巻
  1. 「帝国の娘 前編」1999年7月10日第1刷発行（7月1日発売[6]）、ISBN 4-08-614607-X
    - 「帝国の娘 上」（新装版）2012年1月10日第1刷発行（2011年12月22日発売[7]）、ISBN 978-4-04-394485-9

  2. 「帝国の娘 後編」1999年9月10日第1刷発行（9月3日発売[8]）、ISBN 4-08-614630-4
    - 「帝国の娘 下」（新装版）2012年1月10日第1刷発行（2011年12月22日発売[9]）、ISBN 978-4-04-394484-2

  3. 「砂の覇王1」2000年3月10日第1刷発行（3月3日発売[10]）、ISBN 4-08-614692-4
  4. 「砂の覇王2」2000年5月10日第1刷発行（4月25日発売[11]）、ISBN 4-08-614720-3
  5. 「砂の覇王3」2000年11月10日第1刷発行（11月1日発売[12]）、ISBN 4-08-614781-5
  6. 「砂の覇王4」2001年2月10日第1刷発行（2月2日発売[13]）、ISBN 4-08-614815-3
  7. 「砂の覇王5」2001年12月10日第1刷発行（11月30日発売[14]）、ISBN 4-08-600038-5
  8. 「砂の覇王6」2002年2月10日第1刷発行（2月1日発売[15]）、ISBN 4-08-600065-2
  9. 「砂の覇王7」2002年5月10日第1刷発行（4月25日発売[16]）、ISBN 4-08-600105-5
  10. 「砂の覇王8」2002年8月10日第1刷発行（7月26日発売[17]）、ISBN 4-08-600147-0
  11. 「砂の覇王9」2002年11月10日第1刷発行（11月1日発売[18]）、ISBN 4-08-600182-9
  12. 「暗き神の鎖 前編」2004年6月10日第1刷発行（6月3日発売[19]）、ISBN 4-08-600428-3
  13. 「暗き神の鎖 中編」2004年8月10日第1刷発行（7月27日発売[20]）、ISBN 4-08-600461-5
  14. 「暗き神の鎖 後編」2004年11月10日第1刷発行（11月2日発売[21]）、ISBN 4-08-600500-X
  15. 「喪の女王1」2005年6月10日第1刷発行（6月1日発売[22]）、ISBN 4-08-600597-2
  16. 「喪の女王2」2005年11月10日第1刷発行（11月1日発売[23]）、ISBN 4-08-600666-9
  17. 「喪の女王3」2006年2月10日第1刷発行（2月1日発売[24]）、ISBN 4-08-600718-5
  18. 「喪の女王4」2006年8月10日第1刷発行（7月28日発売[25]）、ISBN 4-08-600803-3
  19. 「喪の女王5」2007年2月10日第1刷発行（2月1日発売[26]）、ISBN 978-4-08-600874-7
  20. 「喪の女王6」2007年5月10日第1刷発行（4月27日発売[27]）、ISBN 978-4-08-601012-2
  21. 「喪の女王7」2007年8月10日第1刷発行（8月1日発売[28]）、ISBN 978-4-08-601053-5
  22. 「喪の女王8」2007年11月10日第1刷発行（11月1日発売[29]）、ISBN 978-4-08-601090-0

### 小説（外伝）
- 須賀しのぶ（著）・船戸明里（イラスト） 『流血女神伝』 集英社〈コバルト文庫〉、全3巻
  1. 「女神の花嫁 前編」2003年5月10日第1刷発行（4月25日発売[30]）、ISBN 4-08-600258-2
  2. 「女神の花嫁 中編」2003年8月10日第1刷発行（7月25日発売[31]）、ISBN 4-08-600301-5
  3. 「女神の花嫁 後編」2004年3月10日第1刷発行（3月3日発売[32]）、ISBN 4-08-600397-X

### 小説（番外編）
- 須賀しのぶ（著）・船戸明里（イラスト） 『天気晴朗なれど波高し。』 集英社〈コバルト文庫〉、全2巻
  1. 2002年12月10日第1刷発行（11月29日発売[33]）、ISBN 4-08-600197-7
  2. 2003年2月10日第1刷発行（1月31日発売[34]）、ISBN 4-08-600217-5

### 漫画
- 須賀しのぶ（著）・船戸明里（キャラクター原案）・窪中章乃（作画）『流血女神伝 〜帝国の娘〜』 小学館〈裏サンデーコミックス〉、全5巻
  1. 2021年10月12日発売[35][36]、ISBN 978-4-09-850769-6
  2. 2022年2月10日発売[37]、ISBN 978-4-09-851006-1
  3. 2022年5月12日発売[38]、ISBN 978-4-09-851131-0
  4. 2022年12月12日発売[39]、ISBN 978-4-09-851429-8
  5. 2023年4月12日発売[40]、ISBN 978-4-09-852023-7